# الوردة البيضاء (شركة)

شعار شركة الوردة البيضاء

الوردة البيضاء مجموعة شركات تونسية لإنتاج المعجّنات (معكرونة، كسكسي...)، تأسست عام 1901.
وهي واحدة من أهم المجموعات المنتجة للمواد الغذائية في تونس. تتكون هذه المجموعة من 13 شركة. يرأس هذه المجموعة السيد كمال بلخيرية وهو رجل أعمال تونسي.